# Djerba - Ajim (délégation)
Djerba - Ajim est une délégation tunisienne dépendant du gouvernorat de Médenine.
| Hommes | Classe d’âge | Femmes |
| ------ | ------------ | ------ |
| 524    | 75 ou +      | 807    |
| 1 487  | 60-74 ans    | 1 907  |
| 2 282  | 45-59 ans    | 2 554  |
| 2 014  | 30-44 ans    | 2 687  |
| 1 923  | 15-29 ans    | 2 292  |
| 2 911  | 0-14 ans     | 2 778  |